# Delano (Minnesota)
Delano es una ciudad en el Condado de Wright, Minnesota, Estados Unidos. La población era 3.837 habitantes en el censo de 2000. Es parte de las Ciudades Gemelas el Área Estadística Metropolitana.

## Geografía
Delano se encuentra a 45,04 grados de latitud norte, 93,78 grados oeste, a lo largo del Tenedor sur del río Crow River. El código postal es 55328.
Según el United States Census Bureau, la ciudad tiene un área total de 2.6 millas cuadradas (6,7 km ²). La Ruta 12 sirve como una ruta principal de la comunidad.

## Residentes notables
- Tom Emmer, el exrepresentante estatal del Distrito 19 B y el 2010 los republicanos candidato respaldado por el gobernador de Minnesota.
- Tom Fink, miembro de la 1967 de la Universidad Diez Grandes Campeones de Minnesota Gopher equipo de fútbol de Redacción en el noveno asalto, selección 225 por los Vikingos de Minnesota en el Draft 1969 de la NFL.

- Ron Klick, miembro del 1967 Grandes Campeones de la Universidad Diez de Minnesota Gopher del equipo de fútbol

- Traen Terri, coanfitrión de la KQRS.

- Nate Triplett, miembro de la Universidad de Minnesota Gopher equipo de fútbol de Redacción en la quinta ronda, selección 167 por los Vikingos de Minnesota en el Draft 2010 de la NFL.

- Datos: Q1926976
- Multimedia: Delano, Minnesota / Q1926976

1. ↑  Zip Data Maps, código ZIP n.º 55328.